# Tor Nilsson
Tor Nilsson, né le 20 mars 1919 à Lund et mort le 13 avril 1989 dans la même ville, est un lutteur suédois spécialiste de la lutte gréco-romaine.

## Carrière
Tor Nilsson participe aux Jeux olympiques d'été de 1948 à Londres en lutte gréco-romaine et remporte la médaille d'argent dans la catégorie des poids lourds.